# Сиспонь
Сиспонь (кат. Sispony) — деревня в Андорре, на территории общины Ла-Масана. Расположена на высоте 1315 м над уровнем моря. В Сиспони находится музей Casa Rull — здание XVII века, преобразованное в музей, представляющий собой дом типичной андоррской семьи XIX — начала XX вв.
Население деревни по данным на 2014 год составляет 1049 человек.
Динамика численности населения:
| 2007 | 2008 | 2009 | 2010 | 2011 | 2012 | 2013 | 2014 |
| ---- | ---- | ---- | ---- | ---- | ---- | ---- | ---- |
| 968  | 1002 | 1016 | 1037 | 1018 | 1045 | 1060 | 1049 |

## Галерея

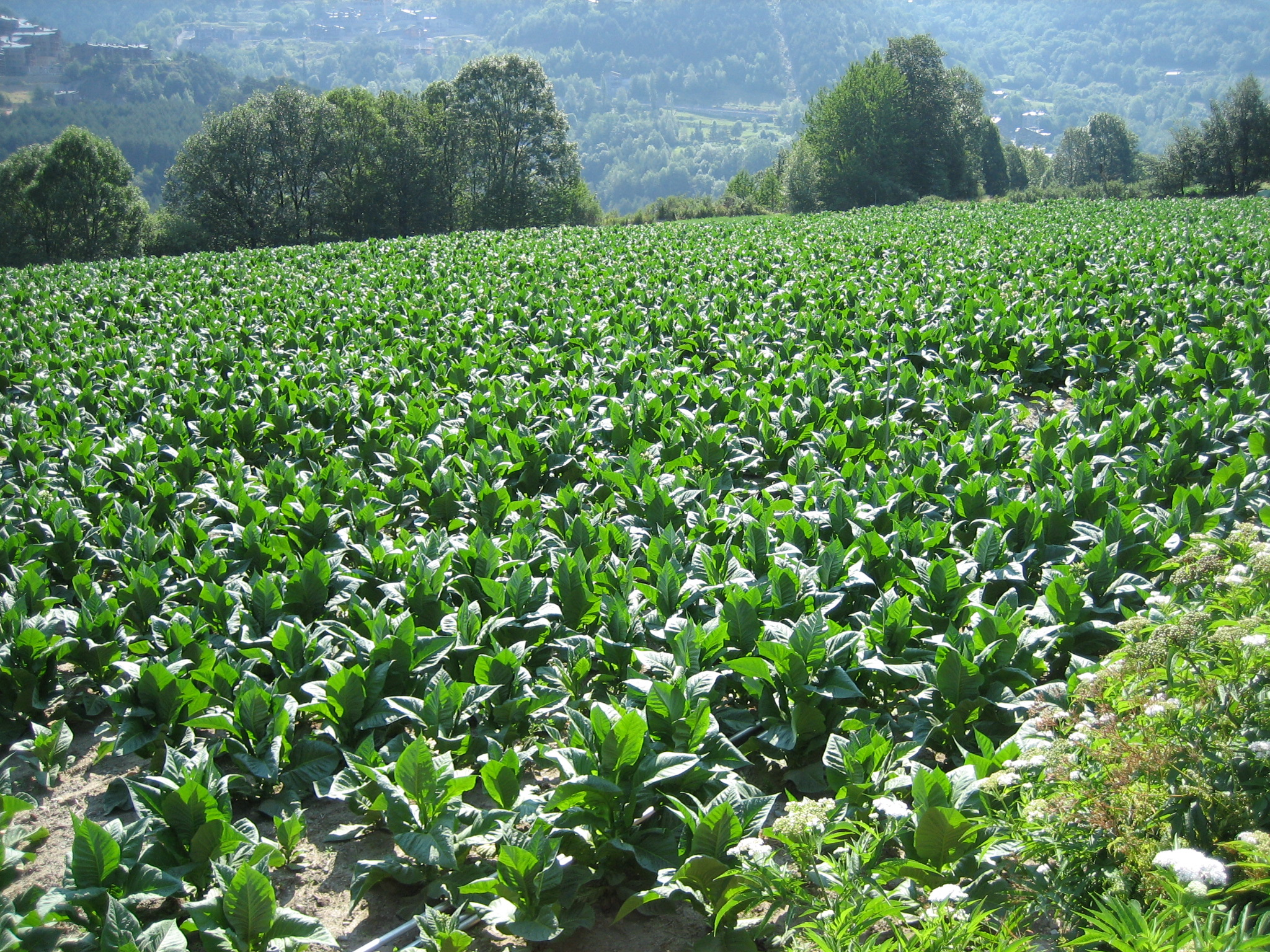
Табачное поле в Сиспони
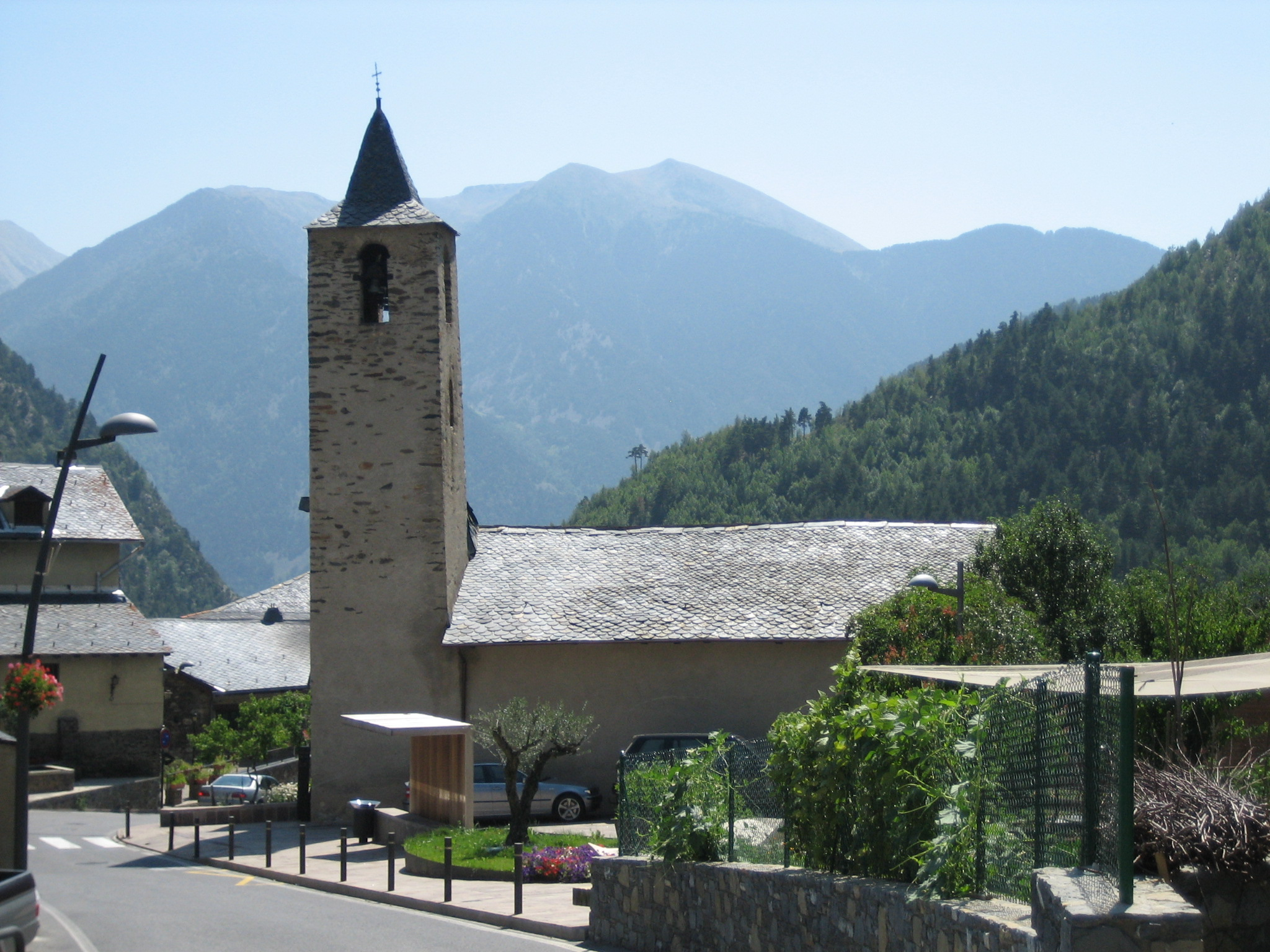
Церковь св. Иоанна
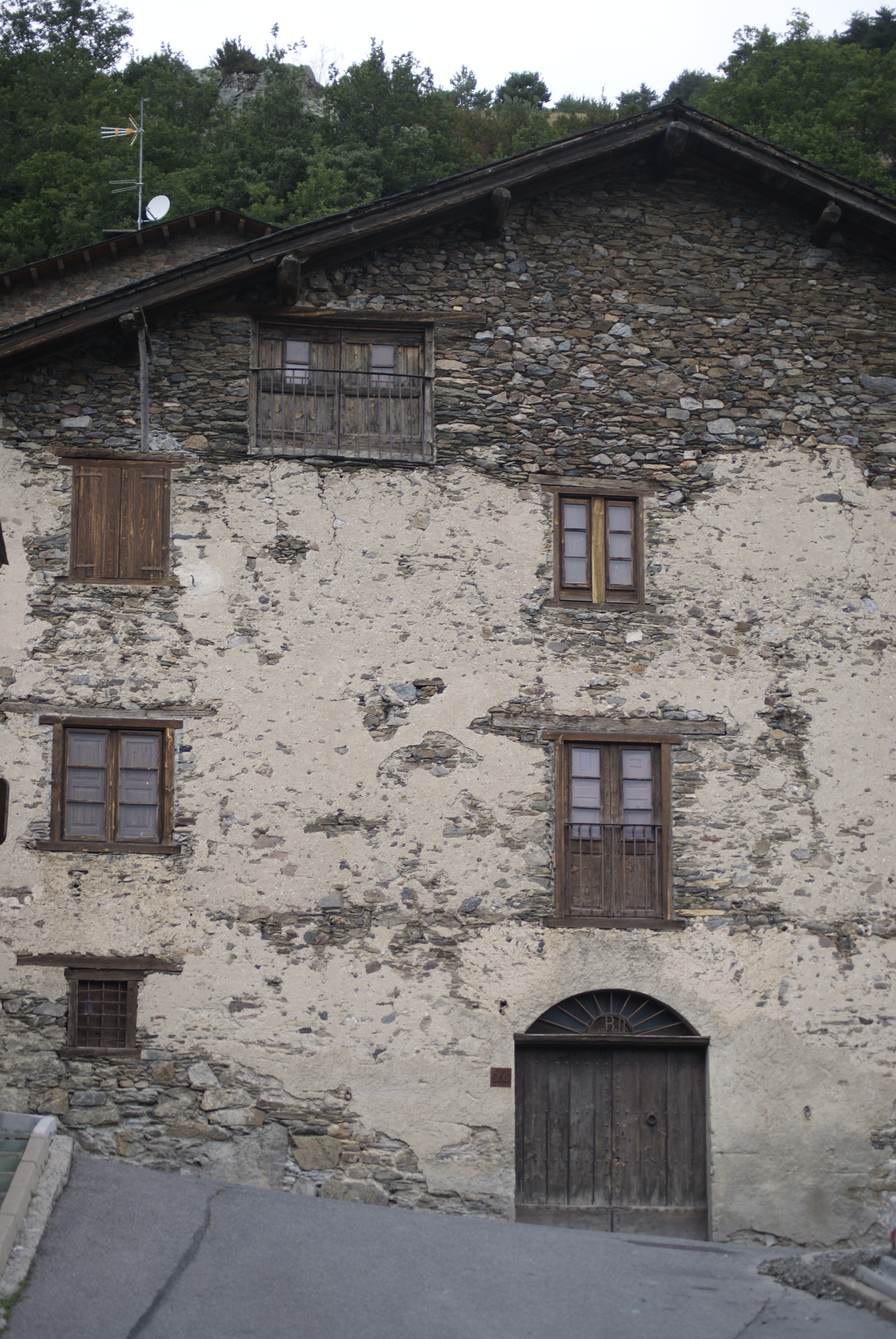
Casa Rull